# Dressing Up
『Dressing Up』（ドレッシング・アップ）は、2012年の日本のドラマ映画。安川有果の長編初監督作品である。製作にあたって、神戸連続児童殺傷事件からインスピレーションを受けている。タイトルは、ザ・キュアーの同名の楽曲に由来している。

## キャスト
- 桜井育美 - 祷キララ
- 桜井友則 - 鈴木卓爾
- 長谷愛子 - 佐藤歌恋
- 本多まこと - 渡辺朋弥
- 桜井美智子 - 平原夕馨
- 内藤 - デカルコ・マリィ

## 上映
2012年3月11日、第7回大阪アジアン映画祭にて上映される。2013年11月30日、第14回TAMA NEW WAVEにて上映される。2015年8月15日よりシアター・イメージフォーラムにてレイトショー公開される。

## 受賞
- 2013年 - 第14回TAMA NEW WAVE - グランプリ[7]
- 2013年 - 第14回TAMA NEW WAVE - ベスト女優賞（祷キララ）[7]
- 2016年 - 第25回日本映画プロフェッショナル大賞 - 新人監督賞（安川有果）[8]